# Tierra, 2300AD
La Tierra (Sol III) es uno de los mundos ficticios, existentes en el universo del juego de rol 2300 AD.
Es raro que la geografía física del cambio mundial. Algunas islas podrían emerger del océano, las costas pueden erosionar a pocos kilómetros, y algunos cambios climáticos podrían ser causados por la contaminación industrial o el sobrecultivo. Dentro del límite de la vida humana, los cambios en la geografía son los cambios en la geografía política: en las fronteras y lealtades. El estado de la geografía en el siglo XXIV revela algunas de las complejas relaciones que están en el trabajo en el mundo.

## África
África se divide a grandes rasgos en tres regiones: África del Norte, dominada por la República Árabe Unida y el departamento francés de Argelia; África Central, poblada por muchas naciones pequeñas y dominada por África Francesa; y África del Sur, dominada por Azania y sus países aliados.

### República Árabe Unida
Egipto hace mucho tiempo que alcanzó su meta de crear una República Árabe con una simple maniobra; estuvo a lado de Francia cuando tomó posesión de Arabia Saudita. A inicios del siglo XXI, cuando el petróleo y el transporte eran escasos, Egipto facilitó su canal de Suez participando en la operación del consorcio Árabe de Petróleo, recibió ayuda francesa para sus propios asuntos, y paulatinamente progresó económica y socialmente. Libia se unió con Egipto en 2043 para crear la República Árabe Unida. Siria se unió en 2048 (pero se retiró en 2057). El Sudán, administrado como territorio a partir de 2017, fue pacificado en 2068 y se unió a la guerra en 2077.

### Azania
La mayoría negra en la Unión Sudafricana se transformó de la noche a la mañana en una democracia representativa. El éxodo de los blancos lisió las filas administrativas, pero muchos trabajadores negros expertos fueron capaces de que la industria siguiera funcionando y previnieron que su economía se colapsara. Azania (el nuevo nombre de la nación) continuó avanzando con pasos firmes hasta 2080, cuando fue propuesta la base teórica del impulsor estelar y el metal Tantalum fue identificado como esencial para su producción. Azania, una importante fuente de metal, de pronto se hizo rica. Al mantener algunas reservas de tantalio para el futuro, Azania negoció parte de su oferta para ser miembro de la ESA y se negoció aún más por una asociación espacial con Japón. Las consecuencias fueron mucho más que sólo acceso sencillo al espacio: El dinero azaniano trajo alta tecnología, mejoras de capital, educación y mejores niveles de vida. Azania se convirtió en un socio comercial valioso con Europa y Japón. Entre 2090 y 2150, Azania conquistó o absorbió a todos sus vecinos de habla bantú, creando un Estado bantú gobernando la porción sur de África.

### Nigeria
Abandonada y sola tras la III Guerra Mundial, Nigeria utilizó su población (70% de los sobrevivientes africanos) y su básica industria superior para resolver sus propios asuntos. También recibió ayuda de expertos técnicos americanos y canadienses para elevar su nivel económico y de vida. A principios del siglo XXI, el territorio nigeriano se vio considerablemente reducido tras la independencia de Biafra, con la que busca una reunificación pacífica. En los años siguientes, Nigeria se convirtió en la segunda nación más industrializada de África, solo superada por Azania.

### África Francesa
El crecimiento de Francia y su importancia en los mercados mundiales le dieron una gran ventaja a los miembros africanos de la "Unión Comercial Francesa". La relación como antiguas colonias de Francia les dio un precedente sobre otras naciones africanas para inversiones, comercio, diplomacia y defensa militar. A lo largo del siglo XXI, Camerún, Chad, Zaire y la costa de Guinea gozaron de una favorecida relación con Francia. Cuando Francia construyó sus Catapultas Orbitales, el Zaire ecuatorial fue seleccionado como uno de dos sitios proporcionando un auge económico a toda la región así como su continua industrialización. El interior africano fue conquistado por redes aéreas y caminos; los recursos africanos fueron explotados para apoyar a la industria Francesa y a la industria local. En 2104 Zaire fue el primero en solicitar el estatus de departamento francés; le fue concedido en 2111. Durante el siguiente medio siglo, Camerún, Chad, Katanga y la costa de Guinea fueron hechas departamentos. Por 2200, Senegal y Burkina Fasso fueron departamentos también. En el norte, Argelia se volvió un departamento francés. En el siglo XXIII había más franceses en África que en Francia misma; lo más importante, más ingresos fiscales para la nación vinieron de África que de la Francia europea. Necesariamente la visión francesa es más hemisférica que europea.

## América

### Norteamérica
Norteamérica ha sido dominada por Estados Unidos desde su llegada al poder mundial en el siglo XIX, pero su dominio ha disminuido al tiempo que Canadá y México se han industrializado y flexionan sus músculos. Los cuatro países continentales de Norteamérica son potencias espaciales; además los tres territorios insulares continúan de alguna manera ligados a su colonizador europeo. San Pedro y Miquelón a Francia, Bermudas a Gran Bretaña, y finalmente Groenlandia, que es parte de la Unión Escandinava.

#### Canadá
Canadá es una nación bendecida con tierras fértiles y excelentes recursos, ambos usados excelentemente después de la III Guerra Mundial Relevantemente abrumada por la presencia política y económica de los Estados Unidos (por lo menos hasta su reunificación en 2020), Canadá pudo apoyar a su propia industria con sus propios recursos en el tiempo en que los recursos mundiales no eran fiables. Las reservas de petróleo en los Territorios del Noroeste fueron descubiertos y explotados a finales del siglo XXII (sin más necesidad de combustible, el petróleo seguía siendo un recurso vital para lubricantes y sintéticos), asegurando el bienestar económico de Canadá en los años siguientes.

#### América (Estados Unidos)
Estados Unidos fue partida por el caos y las consecuencias de la III Guerra Mundial en tres facciones: rivalidades civiles, gobiernos militares y la reacción aislacionista de Nueva América. Los territorios controlados por las 3 facciones irremediablemente se mezclaron y crearon una lucha constante. Alrededor de 2020, los gobiernos civil y militar habían resuelto sus diferencias y se unieron contra Nueva América, entonces concentrada en el sureste. México apoyo la causa perdida de Nueva América, mientras aprovechaba la oportunidad de retomar Nuevo México, Arizona y California meridional. (Una de las experiencias de América durante los pasados 3 siglos es el desuso del término Estados Unidos, aunque sigue siendo parte del nombre oficial de la nación.)

#### Texas
Fue una nación independiente de 1836 a 1845, Texas fue admitido en los Estados Unidos en 1845, se separó en 1861 y fue readmitido en 1870. Reconquistado por México en 1999, Texas fue hecha parte de México en 2025. Bajo el dominio mexicano, Texas se rebeló en 2099 y se volvió una nación independiente.

#### México
La toma de Texas en 1999, y más del Suroeste de los Estados Unidos en 2025 tomando ventaja de la desintegración temporal que vivía Estados Unidos en ese momento, fue para recuperar el territorio tradicionalmente hispánico. La adquisición de Texas, Nuevo México, Arizona y la parte meridional de California dio a México los recursos y las plantas manufactureras que eran esenciales para una industrialización apropiada. En los siguientes 100 años, México fue capaz de producir productos manufacturados para su propio consumo y para la exportación a los mercados del sur y norte de América. Texas se separó en 2099, pero los otros estados fueron forzados a permanecer dentro de la nación mexicana como resultado de la 2.ª. Guerra Civil Mexicana. Después de una generación de recriminaciones, California fue integrada completamente en la economía mexicana y en el orden social. Durante el siglo XXII, México gradualmente anexo a las naciones de Centroamérica (incluyendo algunas de las Antillas): Guatemala en 2103, Belice en 2105, Honduras en 2117, El Salvador 2123, Nicaragua en 2140, Costa Rica en 2145, Cuba en 2148, Rca. Dominicana y el norte de Panamá en 2161. Cada una de estas naciones se transformó en un estado de la nación.

#### Caribe
Incluso antes de la III Guerra Mundial, las islas del Caribe habían manifestado el deseo de formar un gobierno unificado, a fin de garantizar mayor bienestar económico y mayor relevancia en el plano político. En 2023 la mayoría de las naciones caribeñas formaron la Federación Caribeña, pero esta se disolvió en 2060 tras la guerra con México en 2056, para formar la nación del Caribe. En gesto de buena voluntad, Gran Bretaña y Holanda devolvieron sus territorios en la zona a la nueva nación en 2072 (Francia aún mantiene sus territorios aquí). Las naciones miembro actualmente son: Jamaica, Haití, Bahamas, Trinidad y Tobago, Barbados, San Vicente, Santa Lucía, Granada, Dominica, Islas Vírgenes y las Antillas Neerlandesas.

### Sudamérica
Sudamérica experimentó un despertar económico gradual en el siglo XXI, principalmente debido a la Tercera Guerra Mundial, creando nuevas oportunidades para los mercados sudamericanos en el Pacífico y África. Brasil y Argentina dominan actualmente la economía de Sudamérica, con México en un cercano tercer lugar. Como resultado de las Guerras de Río de la Plata, Argentina es hoy una potencia industrial ascendente en América del Sur, y Brasil se encuentra en una decadencia económica gradual. Además, la República Inca, reunido por la ocupación brasileña, se está convirtiendo en una potencia económica fuerte y creciente en el continente.
Las naciones de Sudamérica incluyen a naciones de los diferentes ámbitos económicos, desde los 3 grandes, Argentina, Brasil y la Rep. Inca, que son potencias espaciales hasta Bolivia y Paraguay que son de las naciones más pobres de la Tierra.

#### Argentina
La Argentina se benefició de su propia industrialización desde antes del III Guerra Mundial, y comercializó vigorosamente su producción en toda Sudamérica. Las exportaciones argentinas suplantaron a los productos europeos, estadounidenses y japoneses que fueron disminuyendo por consecuencia de la guerra, la principal competencia de la nación, era su vecino, Brasil. Las diferencias entre Argentina y Brasil se incrementaron al competir ambas por el mercado sudamericano. El primer golpe de Argentina en esta lucha fue la de concluir un acuerdo de ayuda económica con Chile; los mercados fueron garantizados tanto para los recursos minerales chilenos y para la producción argentina- El territorio de la Argentina ha sido constante con los años, aunque porciones del mismo fueron ocupadas por Brasil en el siglo XXIII.

#### Brasil
Brasil fue unos de los 2 poderes industrializados en Sudamérica después de la III Guerra Mundial, pero siempre con una desventaja debido a su lenguaje portugués. Como testimonio a la calidad brasileña y su mercadotecnia, lograron penetrar los mercados de habla española como si fueran propios. Aunque Brasil no tenía la necesidad de incrementar su territorio, peleó en las Guerras del Río de la Plata para defender o para realzar su posición económica respecto al continente. En la 3a. Guerra del Río de la Plata perdió parte de la amazonia con la República Inca.

#### Bolivia
Bolivia sufrió siendo una nación subdesarrollada hasta bien entrado el siglo XXII. Con minerales como su única exportación, Bolivia estaba a merced de la coyuntura económica y las demandas de los países vecinos industrializados. Brasil atacó y ocupó partes de Bolivia en la Primera Guerra del Río de la Plata. En la Segunda Guerra, Bolivia fue un aliado de Brasil, y le fue cedido un corredor hacia el Pacífico en Arica (tomado de Chile). El acceso al mar hizo posible un aumento de la inversión en la minería e industria boliviana, así como una flota mercante boliviana, y un auge económico en largo retraso. La atención boliviana dirigida al acceso al Pacífico hacia el oeste fue hasta el punto de que, cuando se inició la Tercera Guerra del Río de la Plata, Bolivia se puso de parte de las hispanas Argentina y la República Inca. Ese paso hizo posible que después de la guerra, Bolivia mantenga su corredor Pacífico y su éxito económico recién descubierto.

#### Chile
Chile estableció una relación económica con Argentina en 2024, y posteriormente, era esencialmente una nación dependiente y estrechamente aliada con Argentina. En 2274, Bolivia recibió el corredor Arica del territorio chileno, dando a Bolivia una ruta tan deseada y muy necesaria para el Pacífico.

#### Guyana
La Guayana Francesa fue seleccionada como uno de dos lugares para construir una catapulta orbital en 2066, y era la única en el continente sudamericano hasta que la brasileña logró ser operacional en 2102. Guyana y Surinam fueron gradualmente incluidos en las operaciones y ayuda de la catapulta, y los tres territorios se combinaron como una nación (Guyana) en 2130. La nueva nación sigue siendo parte del Imperio francés.

#### República Inca
Argentina, en una continua campaña contra Brasil, ánimo una insurrección en Ecuador y Perú dominadas por Brasil. Los grupos de resistencia se levantaron en 2275 y declararon la independiente República Inca, que fue inmediatamente reconocida por México y Argentina. Al final de la 3a Guerra del Río de la Plata también se ganó el reconocimiento de Brasil. Colombia se unió a la República Inca en 2284 (y con ella la parte sur de Panamá).

#### Venezuela
Venezuela posee una de las economías más saludables de Sudamérica, esto le dio la habilidad para desarrollarse después de la 3.ª. Guerra Mundial, aunque nunca fue un verdadero contendiente contra Argentina o Brasil. En el siglo XXIV es una de las naciones más prosperas de dicha región, y su estabilidad ha propiciado las inversiones por parte de negocios extranjeros e incluso por megacorporaciones internacionales.

#### Antártida
El compromiso del tratado original contra asentamientos en la Antártida expiró antes de la III Guerra Mundial, pero tratados tácitos y la carencia de recursos renovables refrenaron a la mayoría de las naciones a establecer algo más que colonias de investigación. Argentina y Australia procuraron extraer petróleo de la Antártida en el siglo XXI, pero los costos y el clima lo hicieron un esfuerzo improductivo.

## Asia
El extenso continente de Asia, poblado desde hace milenios, continuó siendo la última frontera del mundo a principios del siglo XXI. Rusia abandonó Siberia, Asia Central y el oeste de China apenas fue poblado. Eso hizo posible que naciones completamente nuevos (la República del Lejano Oriente, por ejemplo) surgieran. El viejo mundo se estaba convirtiendo en uno nuevo.

### Oriente

#### Japón
Japón relativamente no fue dañado por la III Guerra Mundial, y se presionó para tomar ventaja en promocionar el Imperio Comercial Japonés. Al mismo tiempo, el derrumbamiento de los Estados Unidos hizo necesario para Japón su rearme para su propia defensa. Un Japón económica y militarmente fuerte podía dominar el teatro del Pacífico del siglo XXI. Durante el siglo XXI, Japón intento dominar económicamente a Corea. pero fue expelido por Manchuria, y concentrado después en el continente asiático. Las inversiones japonesas industrializaron Filipinas, construyendo una catapulta orbital en 2072, y las llevaron a la Comunidad Económica Japonesa en 2120. Las operaciones japonesas de explotación minera en lo profundo del océano hicieron que las islas Marianas, Carolinas, Marshall y Gilbert parte del territorio japonés durante el siglo XXII, y las Gilbert fueron desarrolladas como una comunidad científica modelo durante el siglo XXIII.

#### China
La China tradicional fue virtualmente ingobernable durante el colapso de los gobiernos después de la III Guerra Mundial; las minorías nacionales presionaron por su independencia mientras que la economía centralizada de China fue incapaz de proveer las demandas cada vez más grandes. La Gran China fue dividida en tres naciones: Cantón (China del sur), China (al norte del Yangtze, pero al sur de Beijing), y Manchuria (China del norte, más China occidental y el Tíbet). La industrializada Manchuria aprovechó cuidadosamente los recursos terrestres de China occidental y del Tíbet en una iniciativa para progresar y soportarse así misma en una futura expansión. El resto de la fracturada China está a lo largo de la línea agrícola, Cantón posee un clima cálido-húmedo y la reducida China tiene un clima más fresco.

#### Asia Soviética
La desintegración de la Unión Soviética produjo dos grandes naciones de Asia: Rusia y la República de Asia Central. Rusia fue el territorio tradicional de la Unión Soviética, excepto Ucrania y Kazajistán. Kazajistán se convirtió en la República de Asia Central, que se extiende desde el mar Caspio a Alma Ata, en la frontera de Manchuria. Rusia mantiene su pretensión de Siberia, pero prácticamente la abandonó al norte del ferrocarril transiberiano y al oeste del lago Baikal. Manchuria ocupó eventualmente(2048) y (2071) partes absorbidos de Siberia a lo largo del río Amur. lgnoradas por Rusia, Kamchatka y la costa del Pacífico se regían a sí mismos y, finalmente, declararon su independencia como la República del Lejano Oriente en 2038. Durante el siglo XXII, Rusia recuperó gradualmente Siberia, pero ha sido incapaz de recuperar la República del Lejano Oriente o los territorios al norte del Amur perdido a manos de Manchuria.

### Sur

#### Indonesia
Las embrionarias industrias de Indonesia sufrieron cuando los mercados mundiales se derrumbaron después de la III Guerra Mundial e Indonesia empezó su lenta recuperación. Gobiernos expansionistas intentaron tomar el control de Indochina a principios del siglo XXI, anexándose Malasia, pero los esfuerzos fueron rechazados por los franceses. Durante el siglo XXII, Indonesia aprovechó su posición ecuatorial para ayudar en una catapulta y fabricación orbital. Sin estar al borde del liderazgo en tecnología, Indonesia todavía puede utilizar sus instalaciones orbitales para producir versiones baratas de los productos de fabricación orbital. Indonesia tiene de vez en cuando brotes de imperialismo: Japón la expulsó de las Filipinas en 2092; Australia expulsó a Indonesia fuera de Papúa en 2140; Cantón la expulsó de Indochina en 2280. La única agresión exitosa que ha tenido Indonesia, fue la toma de las islas Andamán contra Bengala en 2143; esa guerra le proporcionó a Indonesia los recursos necesarios de tantalio para producir naves espaciales.

#### Indochina
Vietnam, Laos, Camboya y Tailandia luchaban entre sí por la supremacía, con Vietnam generalmente sosteniendo la sartén por el mango. Cantón intentó (en 2030) hacerse cargo de la región con el fin de apoderarse de sus recursos petroleros, pero fue rechazado por la presión francesa. Francia mantiene un fuerte interés en la región y la asistencia en su desarrollo. Después de la Guerra Cantonés-Indonesia (2264-2268), Cantón consolidó la región en Indochina, un estado títere con cada una de las antiguas naciones ahora como una provincia.

#### Los Estados Hindúes
Durante la III Guerra Mundial, la población sij del Punjab declaró su independencia del gobierno central hindú. En los siguientes 50 años, provincias dentro de la India también declararon su independencia, desgajando gradualmente la base del subcontinente. Llamadas colectivamente los "Estados Hindúes", las ocho naciones (India, Rajasthán, Bombay, Mysore, Madrás, Bengala, Bihar, y Punjab) a menudo pelean entre sí por cuestiones territoriales o religiosas.

#### Sudoeste Asiático
Afganistán, después de haber revertido al gobierno local durante la Tercera Guerra Mundial, ferozmente mantuvo su independencia en los años siguientes. Gozó de las relaciones amistosas con la República de Asia Central, y se mantuvo una frontera remota hasta bien entrado el siglo XXII. Pakistán absorbió Cachemira en 2007 mientras la India se fue fragmentando, ampliando su territorio al norte de China. La victoria de Pakistán en la guerra Irán-Pakistán (2171-2176) obligó a la creación de un Estado independiente Baluch para servir como un amortiguador entre Pakistán e Irán. Baluchistán, sintiendo un mandato para incorporar todos los territorios Baluch tradicionales, atacaron y ocuparon el Baluchistán paquistaní en 2212. Una vez que las hostilidades con Pakistán habían terminado(2213), las masivas fuerzas Baluch presionaron al norte y ocuparon las tierras bajas afganas también. Todos los territorios capturados fueron incorporados en Baluchistán apropiadamente en 2235.

### Medio Oriente
La reorganización de las nacionalidades en el Medio Oriente continuó después de la Tercera Guerra Mundial. Nuevas naciones emergieron y naciones más antiguas establecieron algunas de sus diferencias.

#### Arabia
Arabia Saudita (ahora Arabia, pues ya no está bajo la dinastía Saudita) fue ocupada por una alianza de Egipto, Baviera, Gran Bretaña, Japón y Francia en 2010 para asegurar los campos petrolíferos de Arabia, desencadenado la Guerra Saudita. Los Estados Unidos, con intereses más urgentes en otros lugares, trasladaron a sus fuerzas de nuevo a América. Fuerzas de defensa ayudaron a asegurar y rehabilitar los campos petroleros en Arabia, y protegerlos del revolucionario Irán. Con el agotamiento de los yacimientos de petróleo a principios del siglo XXII, Arabia obtuvo su independencia en 2112. Arabia tiene el control de la mayor parte de la península arábiga, incluyendo la península de Sinaí. Ya no hay grandes depósitos de petróleo, pero Arabia ha construido una adecuada infraestructura de apoyo a su población de 16 millones de habitantes. Actualmente, Arabia está moderadamente preocupada por las ambiciones pan-arabistas de la República Árabe Unida.

#### Armenia
Armenia se encontró sin un opresor contra el cual luchar cuando el gobierno soviético se retiró durante la Tercera Guerra Mundial, contando con el apoyo activo de Ucrania cuando esta absorbió el resto de la región del Cáucaso en 2020. Con el apoyo de Ucrania, Armenia se unió a los kurdos a forjar sus propias naciones de Turquía, Irak e Irán. La Independiente Armenia incluyó territorio turco dentro de sus fronteras, y ha estado luchando contra un movimiento separatista turco desde 2190.

#### Confederación Palestina
Tras un período de décadas, una nueva nación, un estado federal, fue creada en 2051 de las naciones de Israel, Jordania y el Líbano, con ayuda de Francia. Cuatro países (Líbano, Israel, Jordania y Palestina) comparten un territorio (llamada Palestina desde 2204, anteriormente Confederación Levantine) sin fronteras específicas que se están establecidas en el condado. Los individuos tienen la ciudadanía de un país específico, y cada país tiene su propia legislatura, funcionarios electos, y la burocracia. Garantías suficientes de los derechos civiles para todos, han permitido las personas a vivir, trabajar y poseer bienes con relativa facilidad. Originalmente, hubo cuatro gobiernos distintos que operan en todo el territorio, pero el éxito de la nación ha permitido a muchos servicios públicos que se consoliden en una sola administración. La Confederación abolió todas las leyes discriminatorias hacia los palestinos, que acabaron con la violencia hacia el 2070, si bien resurgió brevemente en el siglo XXII.

#### Kurdistán
Habiendo siempre luchado por su independencia, los kurdos se sorprendieron al encontrar que sus refugios de montaña eran de facto independiente en el caos de la Tercera Guerra Mundial. Cuando Armenia fue creada en el año 2020, los kurdos declararon su propia nación, consolidando su poder e incorporando zonas de Irak, Irán y Siria.

## Europa
El centro de la civilización occidental ha continuado siendo el centro de casi todas las importantes actividades internacionales. Francia ha dominado Europa desde la Tercera Guerra Mundial, aunque ha experimentado alzas y bajas en su poder. Otras naciones han redefinido o reorganizado sus fronteras en respuesta a consideraciones económicas o políticas.

### Occidental

#### Francia
Francia, que había sobrevivido de manera apropiada, se aprovechó de caos de la posguerra para extender su frontera del Rin, y ha mantenido ese límite; la asistencia y la dominación de Baviera ha ayudado a mantener la frontera. Al mismo tiempo, Bélgica fue puesto bajo protección francesa (que se hizo con un departamento de Francia en 2007) En la Guerra de la Independencia Flamenca, Flandes obligó a Francia a aceptar su independencia. La política exterior francesa involucra a Francia en todos los rincones del mundo, nunca abiertamente imperialista, pero nunca reacios a involucrarse diplomáticamente o militarmente cuando se trataba de los intereses franceses. La política francesa era hacer los territorios en los departamentos de Francia. La nación de Francia tiene muchos departamentos que no están ubicados en Europa: Argelia, Guyana, Nueva Caledonia, además de Zaire y otros en África Central. A mediados del siglo XXI, el poderío de Francia en el mundo dio inicio a la “Paz Francesa”, periodo de casi un siglo durante el cual protagonizó el descubrimiento de la impulsión MRL; pero tras la Guerra Asiática Central en 2287, el gobierno francés entró en crisis, y dos años después sufrió un golpe militar. Para 2298, Francia se convirtió en el Tercer Imperio Francés, la mayor potencia en la Tierra y en el Espacio Humano.

#### Alemania
Una razón por la que la Tercera Guerra Mundial se libró, fue por el intento de reunificación del Alemania Oriental y Alemania Occidental, pero eso no fue posible. En cambio, Francia alentó el surgimiento de los estados germánicos separados: Baviera disfrutó de la ayuda francesa y se convirtió en un aliado francés establecido y liderando la carrera espacial germana. Hanover, el más fuerte de los estados alemanes, mantuvo el nombre de Alemania. El resto del territorio alemán se convirtió en Westfalia, Brandemburgo y Sajonia; las lealtades cambiantes de estos tres estados trabajaron contra cualquier Estado alemán en convertirse en totalmente dominante, y en contra de la posibilidad de reunir a la nación alemana. Pero en 2292, el estado de Hannover llamó para la reunificación, aliándose con los demás estados y apalancando a Baviera. Pese al esfuerzo francés, un año después resurgió la Alemania unificada, como una avanzada potencia espacial rivalizada con Francia, que provocó tensiones en las relaciones franco-germanas.

#### Gran Bretaña
Como parte de la ESA, Gran Bretaña es una de las potencias espaciales más poderosas, y de gran desarrollo tecnológico; al igual que Baviera, es aliada y rival de Francia. El caos de la III Guerra Mundial dejó al país en ruinas, pero permitió la reunificación con Irlanda en 2019 y en los siglos posteriores, la colonización espacial vio surgir el 2º Imperio británico, el cual es el orgullo de todos sus conciudadanos.

#### La península ibérica
Los separatistas catalanes se aprovecharon de la caótica situación mundial tras la Tercera Guerra Mundial III, al declarar (en 2013) un estado catalán independiente al norte de España. Las garantías catalanas al respeto de la frontera francesa produjo el reconocimiento diplomático de Francia y la aceptación forzada de la situación por parte de España. España, Portugal y Cataluña sufrieron como naciones no desarrolladas en la periferia de Europa por los próximos 300 años. En 2085, la importancia de tantalio para el impulso estelar dio importancia momentánea a los depósitos españoles, pero (al no poder utilizar el propio metal) España permitió que se extrajera (gravar la producción en gran medida), disfrutando de prosperidad por algunas décadas, y luego se hundió de nuevo en problemas económicos. Portugal ha disfrutado de altos niveles de inversión de Brasil (que está buscando acceso a los mercados europeos) y ahora está dominado por los intereses brasileños. Cataluña es principalmente agrícola y está estrechamente ligada a Francia.

#### Escandinavia
A finales del siglo XXI, Dinamarca, Noruega, Suecia y Finlandia se unieron en una unión comercial con el fin de competir con las prácticas comerciales franceses en Europa. El sindicato creció en importancia en la regulación y la promoción del comercio, y más tarde en la regulación del trabajo y la tecnología. En 2205, los cuatro países (además de Laponia, tallada en las partes septentrionales de Noruega, Suecia y Finlandia) se unieron formalmente como estados semiautónomos dentro de la Unión Escandinava. Groenlandia fue incluida en la Unión siendo territorio de Dinamarca.

### Oriental

#### Europa Central
Fue el campo de batalla de la Tercera Guerra Mundial. La ruina, el caos, la anarquía, la guerra y la contaminación de la arrasada civilización volvieron a Polonia, Checoslovaquia y Hungría en fronteras sin ley salpicadas de ciudades-estado autogobernadas. Los gobiernos existían para estas naciones, pero eran incapaces de ejercer un verdadero control sobre sus territorios. En 2030, sin embargo, la reconstrucción había comenzado: Francia canalizó los fondos de ayuda de recuperación a Polonia y Checoslovaquia; Austria se concentró en ayudar a Hungría. Con Polonia recuperada, esta amplió sus fronteras para incluir a Lituania. Hungría absorbió partes de Rumania. La abrumadora presencia francesa inhibió las ambiciones de otras naciones hacia las naciones temporalmente vulnerables.

#### Los Balcanes
Las fronteras de los países balcánicos han cambiado un poco ya que las poblaciones étnicas han trabajado para establecer naciones que reflejan sus necesidades políticas y económicas: Austria absorbió Eslovenia, convirtiéndose Austrovenia y, en el proceso, accedió al Adriático. Porciones de Yugoslavia fueron tomadas por Hungría, Rumania, Bulgaria y Albania, el resto se repartió entre Serbia y Croacia.

#### Ucrania
Independiente de Rusia tras la III Guerra Mundial, Ucrania pronto inició un proceso de expansión. En 2020 extendió sus fronteras hacia el mar Caspio para adquirir los recursos del Cáucaso, lo que la llevó a una guerra con Rusia en 2065, y a una posterior victoria sobre ella. Hacia el siglo XXIII, los lazos políticos y económicos con las naciones de la ESA le permitieron a Ucrania el acceso al espacio.

#### Rusia
La Unión Soviética perdió el control de Ucrania inmediatamente después del Tercera Guerra Mundial, cuando se vio obligada a concentrarse en su territorio más cercano a Moscú. Al mismo tiempo, Estonia fue absorbida formalmente por Rusia; Lituania fue absorbida por Polonia y Letonia se separó y se restableció como una nación independiente. Originalmente, Ucrania alcanzó solo al este hasta el Don, pero en 2020, se extendió por la fuerza de su frontera con el mar Caspio. La guerra contra Ucrania en 2065 solo provocó el colapso de la nación. En los siglos siguientes, Rusia se ha reconstruido y ha llegado a poseer un nivel tecnológico análogo al de América. Sin embargo, no ha mostrado interés en la colonización espacial.

## Oceanía

### Australia
La isla-continente, siempre sin problemas de competencia con otras naciones en su propio territorio, continuó con sus esfuerzos para desarrollar su potencial. La concentración de población en el sureste ayudó a la industrialización, pero obstaculizó la explotación de otras regiones. El reciente (desde 2200) desarrollo de la costa norte (Darwin) ha creado el crecimiento de centros de población que comercializan con Indonesia.